# Live (album des Jonas Brothers)
Pour les articles homonymes, voir Liste des albums intitulés Live.
 (mars 2020).
Si vous disposez d'ouvrages ou d'articles de référence ou si vous connaissez des sites web de qualité traitant du thème abordé ici, merci de compléter l'article en donnant les références utiles à sa vérifiabilité et en les liant à la section « Notes et références ».
Albums de Jonas Brothers
Jonas L. A.
(2010) Happiness Begins
(2019)
Singles
1. Pom Poms (en)
Sortie : 2 avril 2013
2. First Time (en)
Sortie : 25 juin 2013

Live, stylisé LiVe, est le troisième album live des Jonas Brothers, sorti le 26 novembre 2013. Le titre de l'album est stylisé avec un « V » comme numéro cinq dans la numération romaine, en référence au projet original, le cinquième album studio annulé qui devait s'intituler V. 
La sortie était lourdement retardée puisque le groupe annonce vouloir refaire une pause fin octobre 2013, avant d'être annulée. Mais pour récompenser la longue attente de leurs fans, ils sortent la première partie de l'album avec 7 titres inédits et des versions live de leurs plus grands succès, enregistrées pendant le Summer 2013 Tour Like The First Time[réf. nécessaire].

## Liste des titres
| #  | Titre                                                                                              | Durée |
| -- | -------------------------------------------------------------------------------------------------- | ----- |
| 1  | Pom Poms Auteur/Compositeur(s): Nick Jonas, Joe Jonas, Kevin Jonas, Paul Phamous                   | 3:18  |
| 2  | First Time Auteur/Compositeur(s): Nick Jonas, Joe Jonas, Kevin Jonas                               | 3:48  |
| 3  | Neon Auteur/Compositeur(s): Nick Jonas, Joe Jonas, Kevin Jonas                                     | 3:35  |
| 4  | Found Auteur/Compositeur(s): Nick Jonas, Joe Jonas, Kevin Jonas                                    | 3:48  |
| 5  | Sandbox Auteur/Compositeur(s): Nick Jonas, Joe Jonas, Kevin Jonas                                  |       |
| 6  | The World Auteur/Compositeur(s): Nick Jonas, Joe Jonas, Kevin Jonas                                | 2:34  |
| 7  | Wedding Bells Auteur/Compositeur(s): Nick Jonas, Joe Jonas, Kevin Jonas                            | 4:03  |
| 8  | Let's Go Auteur/Compositeur(s): Nick Jonas, Joe Jonas, Kevin Jonas                                 |       |
| 9  | What Do I Mean To You Auteur/Compositeur(s): Nick Jonas, Joe Jonas, Kevin Jonas                    | 3:22  |
| 10 | Don't Say Auteur/Compositeur(s): Nick Jonas, Joe Jonas, Kevin Jonas                                |       |
| 11 | Falling (feat. Demi Lovato) Auteur/Compositeur(s): Nick Jonas, Joe Jonas, Kevin Jonas, Demi Lovato |       |
| 12 | Coming Home Auteur/Compositeur(s): Nick Jonas, Joe Jonas, Kevin Jonas                              |       |

### Singles
- 2013 : Pom Poms
- 2013 : First Time